# Razisea wilburii
Razisea wilburii är en akantusväxtart som beskrevs av L.A. Mcdade. Razisea wilburii ingår i släktet Razisea och familjen akantusväxter. Inga underarter finns listade i Catalogue of Life.